# 比苏默代希豪森
比苏默代希豪森（意为比苏姆的堤坝家园）是德国石勒苏益格－荷尔斯泰因州的一个市镇。总面积2.87平方公里，总人口340人，其中男性135人，女性205人（2011年12月31日），人口密度118人/平方公里。